# Barbara Gordon
Barbara Gordon är en seriefigur i DC Comics serieuniversum. Hon var den första kvinnan som kallade sig för Batgirl, och bekämpade under en tid även brott under namnet Oracle.
Barbara introducerades under 1960-talet som Batgirl och är dotter till Jim Gordon, polischefen i Gotham City. Än idag är hon en av de populäraste karaktärerna att bära namnet Batgirl. 
1988, i serieboken Batman: The Killing Joke, blir Barbara skjuten av Jokern och blir förlamad från midjan och ner och måste sitta i rullstol.
Efter en tids depression över förlamningen börjar hon intressera sig för datorer och blir en datorexpert och en mycket skicklig hacker.
Under sitt alter ego "Oracle" samordnar hon Batmans (och hans allierades) operationer. Oracle hjälper även många andra av DC Comics hjältar, då hon genom sin datorexpertis har koll på i stort sett allting.
Genom sitt stora kontaktnät bland alla hjältar startade hon den enbart kvinnliga superhjältegruppen Birds of Prey, där hon själv hade rollen som ledare och samordnare.
Under en tid blev Birds of Prey upplöst, och Barbara fick agera som mentor till den fjärde Batgirl, Stephanie Brown.
Sedan 2011 är dock Barbara återigen Batgirl, och hon är återigen medlem av Birds of Prey, då hon har fått sina ben läkta på kirurgisk väg.